# شورای فقهی بانک مرکزی جمهوری اسلامی ایران
شورای فقهی بانک مرکزی جمهوری اسلامی ایران با دستور رهبر جمهوری اسلامی، علی خامنه‌ای به‌عنوان یک رکن اصلی در بانک مرکزی ایجاد شد تا دیدگاه مردم نسبت به سود بانکی مشروع شود. در ابتدا موافقان تشکیل این شورا بیان داشتند شورای فقهی بانک مرکزی برای بانک‌داری بدون ربا، اقتصاد اسلامی و قوانین بانک‌داری شرعی لازم است. در نهایت با مصوبه ۲۲ دی ۱۳۹۵ مجلس شورای اسلامی، شورای فقهی بانک مرکزی جمهوری اسلامی ایران تشکیل شد. مجلس شورای اسلامی نیز وظیفه شورای فقهی بانک مرکزی را «اجرای صحیح عملیات بانکی بدون ربا» در نظام بانکی کشور دانست. ریاست فعلی شورای فقهی بانک مرکزی به عهدهٔ غلامرضا مصباحی مقدم است.

## اعضای شورای فقهی بانک مرکزی

### اعضای فعلی شورای فقهی بانک مرکزی[۱۰]
- محمدرضا فرزین (رئیس کل بانک مرکزی)
- غلامرضا مصباحی مقدم (ریاست شورای فقهی)
- محمدسعید واعظی
- حسن‌آقا نظری شاهرودی
- مجید رضایی
- محمدحسین حسین‌زاده بحرینی
- اصغر ابوالحسنی هستیانی
- ابوذر سروش
- حسین فهیمی
- علی خورسندیان

### ساختار اعضا
فقهای عضو شورای فقهی بانک مرکزی با پیشنهاد مشترک مدیر حوزه‌های علمیه کشور و رئیس کل بانک مرکزی به شورای نگهبان معرفی و با تأیید اکثریت فقهای آن شورا نگهبان و مجمع تشخیص مصلحت انتخاب می‌شوند.
1. پنج فقیه (مجتهد متجزی در حوزه فقه معاملات و صاحب نظر در مسائل پولی و بانکی)[۶]
2. رئیس کل یا معاون نظارتی بانک مرکزی[۶]
3. یک نفر حقوقدان آشنا به مسائل پولی و بانکی و یک اقتصاددان (هر دو با معرفی رئیس کل بانک مرکزی)[۶]
4. یک نفر از نمایندگان مجلس شورای اسلامی با اولویت آشنایی با بانک‌داری اسلامی با انتخاب مجلس (به عنوان ناظر). یک نفر از نمایندگان مجلس شورای اسلامی با اولویت آشنایی با اقتصاد و بانکداری اسلامی به پیشنهاد کمیسیون اقتصادی و انتخاب مجلس شورای اسلامی به عنوان عضو ناظر و بدون حق رأی در جلسات شورای فقهی شرکت می‌کند.[۶]
5. یکی از مدیران عامل بانک‌های دولتی به انتخاب وزیر اقتصاد.[۶]

تبصره ۱. اعضای فقهی به پیشنهاد رئیس کل بانک مرکزی و تأیید فقهای شورای نگهبان انتخاب می‌شوند.
تبصره ۲. جلسات شورای فقهی با حضور رئیس یا نایب رئیس شورا و حداقل دو نفر دیگر از فقهای عضو شورا رسمیت می‌یابد. مصوبات فقهیِ شورا با رأی موافق سه نفر از فقهای عضو شورا معتبر است و اعضای غیرفقیه در موضوعات فقهی حق رأی ندارند.
تبصره ۳. مصوبات شورای فقهی لازم الرعایه است. رئیس کل بانک مرکزی اجرای مصوبات شورا را پیگیری و بر حسن اجرای آن‌ها نظارت می‌کند.
تبصره ۴. جلسات شورای فقهی با حضور رئیس یا نایب رئیس شورا و حداقل دو نفر دیگر از فقهای عضو شورا رسمیت می‌یابد. مصوبات فقهیِ شورا با رأی موافق سه نفر از فقهای عضو شورا معتبر است و اعضای غیرفقیه در موضوعات فقهی حق رأی ندارند.